# Ester Toivonen
Ester Toivonen (Hamina, 7 agosto 1914 – Helsinki, 29 settembre 1979) è stata un'attrice e modella finlandese, eletta Miss Finlandia nel 1933.

## Biografia
Aveva appena diciannove anni e stava lavorando per un panificio di Helsinki, quando fu notata dal direttore del casinò dove si sarebbe svolto il concorso di bellezza nazionale, che la convinse a partecipare.
L'anno successivo ottenne anche il titolo di Miss Europa, durante il concorso internazionale che si tenne ad Hastings, nel Regno Unito. La Toivonen fu la prima di sei Miss Finlandia che vinsero il concorso.
In seguito all'esperienza nei concorsi di bellezza, Ester Toivonen intraprese la carriera di attrice di cinema, partecipando ad una decina di film fra la fine degli anni trenta e l'inizio degli anni quaranta.